# Каталин Ангел
Каталин Константин Ангел (рум. Cătălin Constantin Anghel; нар. 4 жовтня 1974, Констанца, Румунія) — румунський футболіст, нападник.

## Кар'єра гравця
Розпочав професіональну кар'єру, в румунському «Фарулі», в якому відіграв 3 сезони. У 1997 році перейшов у молдовський «Мілсамі» з якого перейшов в угорський БВСК. У складі вищого дивізіону угорського чемпіонату дебютував 28 лютого 1998 року в програному (1:2) поєдинку проти «Дебрецена». Згодом опинився в «Капошвар Ракоці». У 2004 році перейшов у «Сталь» з Алчевська. Дебютував у складі алчевців 15 серпня 2003 року в матчі першої ліги проти «Нафкома» з Броварів. Допоміг «Сталі» вийти до Прем'єр-ліги та дійти до 1/4 фіналу кубку України. 12 вересня 2003 року в матчі проти «Харкова» зробив хет-трик й незабаром перейшов у казахський «Іртиш» з Павлодару, в якому провів два сезони, після чого завершив кар'єру.

## Кар'єра тренера
Тренерську кар'єру розпочав у румунському клубі «Овідіу», як граючий тренер, на посаді головного тренера пропрацював 2 сезони. У 2009 році розпочав тренувати «Віїторул» і вивів її з другої ліги до Ліги 1. Під керівництвом Ангела «Віїторул» здобув свої найгучніші перемоги в сезоні 2012/13 років: 5:2 над «Стяуа» та 3:2 над Динамо (Бухарест). Завдяки цим звитягам команда Каталина уникнула вильоту до нижчого дивізіону. На початку сезону 2013/14 років через погані результати команди, пішов у відставку. Тренував також румунський «Сегята», а також молдовський «Мілсамі».

## Досягнення

### Як тренера
«Віїторул» (Констанца)
- Ліга III
  -  Чемпіон (1): 2009/10